# Sallustius

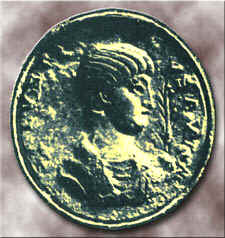
Gaius Sallustius Crispus

Gaius Sallustius Crispus (86 př. n. l. Amiternum – 35 př. n. l. nebo 34 př. n. l. Řím) byl římský politik a historik.

## Život
Sallustius se narodil do bohaté rodiny pocházející ze sabinského města Aminternum (poblíž dnešní L'Aquily. Vzdělání získal v Římě, kde se také rozhodl vstoupit do politického života. Podobně jako jeho krajan Marcus Tullius Cicero, i Sallustius byl tzv. homo novus, tj. člověk, který se jako první příslušník svého rodu prosadil v politice bez rodinné tradice a zázemí. Do politiky vstoupil Sallustius roku 55 př. n. l. jako quaestor, poté se stal lidovým tribunem. V této funkci podporoval Caesara a Clodia. V roce 50 př. n. l. se mu za tuto podporu jeho odpůrci pomstili tím, že byl vyloučen ze senátu, údajně pro mravní nezpůsobilost.
V období občanské války se přidal na Caesarovu stranu a díky jemu se roku 46 př. n. l. stal praetorem a byl jmenován místodržitelem v nově vytvořené provincii Africa Nova. V tomto úřadě se však neosvědčil a po návratu do Říma byl obviněný z finanční zpronevěry. Pouze Caesarův vliv ho zachránil před žalobou a opětovnou ztrátou senátorské hodnosti. Po Caesarově smrti se plně věnoval historické a literární činnosti a zbytek života prožil v luxusním sídle uprostřed rozsáhlých zahrad, které sám založil a které po jeho smrti nesly jeho jméno (Horti Sallustiani).

## Dílo

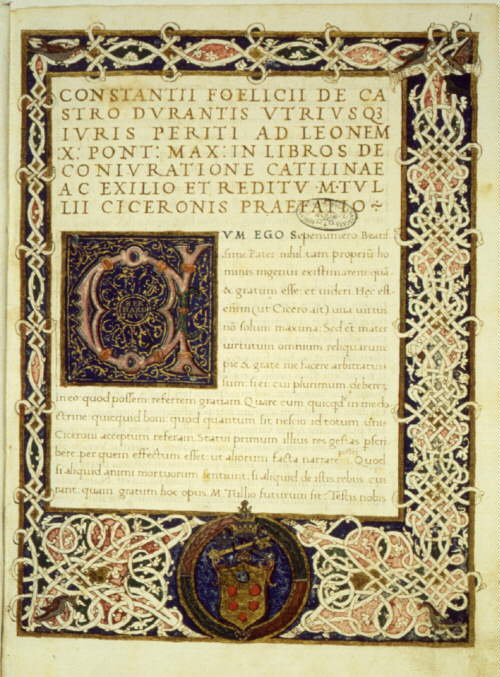
Catilinovo spiknutí, první strana renesančního kodexu ze 16. století připraveného pro papeže Lva X.

- Sallustius napsal tři historické spisy: 
  - De coniuratione Catilinae (Catilinovo spiknutí), monografie,
  - Bellum Iugurthinum (Válka s Jugurthou), monografie,
  - Historiae (Dějiny), ve kterých navázal na dílo historika Lucia Corneilia Sisenny.
- Dále se pod jeho jménem dochovaly dva poradní dopisy Caesarovi, jak lépe uspořádat římské státní záležitosti (Duae epistolae de republica ordinanda) a řeč proti Ciceronovi (Invectiva nebo Declamatio in Ciceronem) u těchto děl však existují pochybnosti, zda je Sallustius jejich skutečným autorem.

Z jeho historických spisů se obě monografie zachovaly, ale z Historií, které byly jeho nejzralejším dílem, zbylo jen několik set zlomků, z toho v úplnosti čtyři řeči a dva dopisy. V těchto dílech nešlo Sallustiovi ani tak o věrný výklad událostí, jako spíše o moralistické objasnění historického dění, motivů a charakterů jednajících osob. Charakteristická je pro něho snaha odhalit příčiny věcí a míru zodpovědnosti jednajících lidí za vývoj událostí. Svůj vzor viděl v řeckém historikovi Thúkydidóvi, s nímž byl už ve starověku srovnáván, a kromě toho byl silně ovlivněn filozofickým pojetím dějin, jak je formuloval řecký stoik Poseidónios.
Jeho zkušenosti s rozháranými poměry v Římě i vlastní politické neúspěchy vyvolaly u něho hluboký pesimismus a přesvědčení, že rozklad společnosti, jehož vyvrcholením byly občanské války, byl podmíněn morální degenerací vládnoucí nobility. Srovnává zidealizovanou minulost s bezútěšnou současností, ale připouští, že v minulosti byla jednota obce a vojenská i morální síla upevňována díky existenci vnějšího nebezpečí (po poražení Kartága, posledního nebezpečného zahraničního soupeře, došlo k morálnímu úpadku a vnitřnímu rozvratu a rozbroji. Za téma svých děl proto zvolil záměrně příkladné události, kde se úpadek projevil nejvíc.
V Catilinově spiknuti líčí mladého nadějného, ale dobrodružného a mravně zvrhlého aristokrata, který se snažil k sobě připoutat nespokojené vrstvy obyvatelstva, bouřil obec a v letech 63–62 př. n. l. usiloval ozbrojeným spiknutím o diktaturu. Proti Catilinovi vyzdvihuje Caesara a Catona mladšího jako jediné skutečné velké osobnosti doby.
Ve Válce s Jugurthou popisuje události z let 111–105 př. n. l., jejichž průběh přičítá znovu vojenské neschopnosti, hrabivosti a prodejnosti nobility. Proti aristokratům staví „muže z lidu“ Gaia Maria, ztělesňujícího římskou zdatnost, a proto schopného válku s numidijským králem Jugurthou vyhrát.
I v Historiích sledoval Sallustius v popisech události z let 77–67 př. n. l. (boje s Quintem Sertoriem, třetí válka s Mithridatem, povstání Spartakovo a další) tutéž tendenci jako ve svých monografiích. 
Přestože má Sallustius občas daleko k objektivnosti, svou hloubkou historického pochopení, smyslem pro rozpornost společenského dění a neobyčejnou bystrostí úsudku se řadí mezi největší antické historiky. Má svůj vlastní styl (jasnost, hutnost, preciznost vyjadřování myšlenek). Díla obsahují mnoho řečí, úvah, popisů osobností, archaismů a poetismů a jsou charakteristické zobrazením ostrého rozporu mezi ctností a neřestí.

## Česká vydání
- Bellum Iugurthinum, to gest, Wálka s Jugurthau, nákladem Enderského kněhkupectví, Praha 1834, přeložil Norbert Waniek. Dostupné online.
- Bellum Catilinarum, to gest Katilinowo spiknutj, vydáno v knížecí arcibiskupské knihtiskárně pod řízením Wáclava Špinky, Praha 1835, přeložil Norbert Waniek,
- Gaia Sallustia Crispa kniha o spiknutí Catilinově , Eduard Grégr, Praha 1863, přeložil Jan Kvíčala,
- Gaia Sallustia Crispa kniha o válce Jugurthinské, Eduard Grégr, Praha 1863, přeložil Alois Vaníček, znovu roku 1891 pod názvem Gaia Sallustia Crispa kniha o válce s Iugurthou.
- O válce Jugurthinské, Alexandr Štorch, Praha 1881, přeložil František Kopta,
- Spiknutí Katilinovo, Válka s Jugurthou, připojeny řeči a listy z dějin zachované, Bedřich Tempský, Praha a Vídeň 1892, přeložil Arnošt Skřivan,
- O válce jugurtinské, Ignác Leopold Kober, Praha 1897, přeložil Xaver Bedřich Pelikán, znovu 1938 a 1941.
- Válka s Jugurthou, Jan Otto, Praha 1908, přeložil Rudolf Schenk, znovu 1923. Dostupné online.
- Válka proti Katilinovi, Ignác Leopold Kober, Praha 1914, přeložil Arnošt Skřivan, znovu 1938.
- Spiknutí Catilinovo, Jan Laichter, Praha 1928, přeložil Josef R. Lukeš,
- Katilinovo spiknutí, Válka s Jugurtou, SNKLU, Praha 1962, přeložil Antonín Rausch,
- Catilinovo spiknutí. Válka s Jugurtou, Naše vojsko, Praha 1988, přeložil Jan Kalivoda.
- MARKALOUS, Václav. Výbor z řečí dějepisců římských Sallustia, Livia, Kurtia Rufa, Tacita. Chrudim: vl. nákl., 1903. 226 s. Dostupné online. Kapitola Řeči Sallustiovy, s. 1–29.